# 우주 전쟁 (소설)

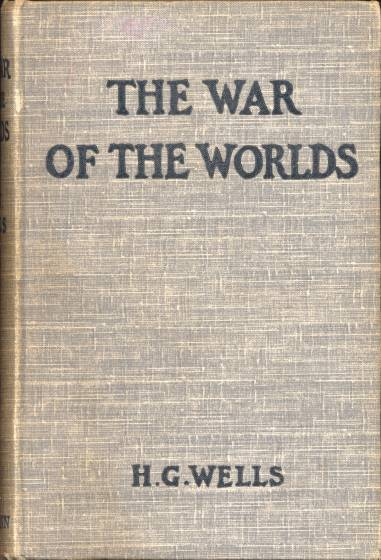
우주 전쟁

우주 전쟁은 1898년 허버트 조지 웰스가 발표한 SF (장르)로 인류와 외계인간의 충돌을 다룬 초기 소설 중 하나다.  이 소설의 구성은 동시대의 침략 문학과 유사하며, 진화론, 제국주의, 빅토리아 시대의 공포, 미신과 편견에 관한 해설로 주로 해석한다.  웰스는 이 이야기의 영감을 검은 전쟁에서 얻었다고 하였다.  역사가들은 웰스의 창작 목적이 독자가 제국주의의 도덕성에 의문을 갖기 위한 것이라고 해석하기도 한다.  출판 당시에는 타임머신 (소설)처럼 공상과학 로맨스로 분류되었다. 

## 같이 보기
- 르 몽드가 선정한 세기의 도서 100권